# 西はりまサタデー9
『西はりまサタデー9』（にしはりまサタデーナイン）は、2010年4月3日からサンテレビで放送されている情報番組である。兵庫県西播磨地区（宍粟市、たつの市、相生市、赤穂市、揖保郡太子町、佐用郡佐用町、赤穂郡上郡町）と中播磨地区（姫路市、神崎郡神河町、市川町、福崎町）の情報を取り上げている。
放送時間は毎週土曜 9:00 - 9:30 （日本標準時）。2010年3月27日までは『西播磨発サタデー9』（にしはりまはつサタデーナイン）と題して放送されていた。

## 出演者
- キャスター：多田周子（歌手）松本久美[2] → 大塩朱美[1]
- リポーター：西田沙織[3]